# Jan Henner Putzier
Jan Henner Klaus Adolf Putzier (* 12. Dezember 1984 in Uelzen) ist ein deutscher Politiker (SPD). Seit 2023 ist er Abgeordneter des Niedersächsischen Landtags.

## Leben
Putzier wuchs in Rosche und Suderburg auf. 2004 legte er das Abitur am Herzog-Ernst-Gymnasium Uelzen ab. Anschließend studierte er Politikwissenschaft an der Gottfried Wilhelm Leibniz Universität Hannover. Er schloss das Studium 2013 mit dem Bachelor of Arts ab. Bis 2019 war er als wissenschaftlicher Mitarbeiter für die Bundestagsabgeordnete Kirsten Lühmann und die SPD im Bezirk Hannover tätig. Von 2019 bis zu seinem Einzug in den Landtag 2023 war er Landessekretär der Arbeiterwohlfahrt in Niedersachsen.
Putzier lebt in Uelzen.

## Politik
Putzier ist seit 2001 Mitglied der SPD. Er ist Vorsitzender des SPD-Unterbezirks Uelzen/Lüchow-Dannenberg. Seit den Kommunalwahlen 2016 ist er Mitglied des Kreistags des Landkreises Uelzen.
Bei der Landtagswahl in Niedersachsen 2022 kandidierte Putzier im Landtagswahlkreis Uelzen, verfehlte jedoch zunächst den Einzug in den Landtag. Am 13. September 2023 rückte er über Platz 11 der Landesliste der SPD für Thela Wernstedt in den Landtag nach.

## Mitgliedschaften
Putzier ist Mitglied der Arbeiterwohlfahrt, des ACE Auto Club Europa sowie der Vereinten Dienstleistungsgewerkschaft.